# Het wapen van Geldrop
Het wapen van Geldrop is een Nederlandse roadmovie die op 2 oktober 2008 in première ging. De film is het regiedebuut van Thijs Römer, die daarnaast het script geschreven heeft en een van de hoofdrollen vertolkt. Katja Schuurman en Tara Elders spelen de twee overige hoofdrollen, naast bijrollen van onder meer Huub Stapel, Han Römer, Catherine Keyl, Jan Mulder en Maarten Wansink.
De film werd grotendeels daadwerkelijk in de buurt van het Brabantse Geldrop opgenomen. Onder andere in de oude villa van de familie Fentener van Vlissingen, in Helmond op de Aarle-Rixtelseweg. De kermis die in de film te zien is, is de Wijchense kermis die opgenomen is in Wijchen.
In de film speelt Huub Stapel de rol van Piet Veerman en zijn verschillende nummers van The Cats te horen. Het Parool omschreef de film als de meest bizarre film van het jaar.
Het Wapen van Geldrop was in 2008 in Nederland de slechtst bezochte bioscoopfilm van het jaar, met welgeteld 196 bezoekers.

## Verhaal
De film vertelt het verhaal van drie mensen die door een vreemd toeval in één auto belanden en een week lang samen op weg zijn naar Geldrop. Joke, een huisvrouw uit Leidschendam die net daarvoor haar man heeft vermoord met een koekenpan, rijdt op een avond bijna een suïcidale jonge vrouw aan, die in een wit kleed en met gespreide armen midden op de weg staat. Op dat moment verschijnt ook John, een ontsnapte TBS'er, die de jonge vrouw op de achterbank legt, in de auto stapt en "Geldrop" zegt. Een week lang zijn Joke (gespeeld door Katja Schuurman), John (gespeeld door Thijs Römer) en de jonge vrouw, die Maddox blijkt te heten (gespeeld door Tara Elders), samen onderweg naar Geldrop.